# Czerń (osiedle przy stacji)
Czerń (ros. Чернь) – osiedle przy stacji w Rosji, w obwodzie tulskim, w rejonie czerńskim. W 2010 liczyło 5 mieszkańców.